# پیز کارتاس
پیز کارتاس (به لاتین: Piz Cartas) یک کوه در سوئیس است که در کانتون گراوبوندن واقع شده‌است. پیز کارتاس ۲٬۷۱۲ متر بالاتر از سطح دریا واقع شده‌است.